# Бойові кораблі прибережної зони типу «Індепенденс»
«Індепенденс» (англ. Independence-class littoral combat ship) — тип прибережних бойових кораблів, побудований для ВМС США .

## Огляд
Дизайн корпусу спроектовано компанією Austal, для створення корабля зі швидкістю до 40 вузлів. Корабель Типу «Індепенденс», був запропонований General Dynamics і Austal як претендент на плани ВМС створити флот невеликих багатоцільових військових кораблів для бойових дій в прибережній зоні. Два кораблі були затверджені, щоб конкурувати з кораблем типу Freedom компанії Lockheed Martin.
В 2010 році ВМС оголосили про плани замовити до десяти додаткових кораблів кожного класу, загалом 12 суден на клас. У березні 2016 року ВМС оголосили про намір замовити додатково два кораблі, збільшивши замовлення до 13 кораблів кожного класу.

### Технічні проблеми та списання
На початку вересня 2016 року було оголошено, що перші чотири судна програми LCS будуть використовуватися як випробувальні кораблі, а не розгортатися разом з флотом. Сюди входять провідні кораблі Independence та Coronado. У лютому 2020 року було оголошено, що ВМФ планує вивести перші чотири кораблі LCS зі складу флоту. З повідомлення начальника морських операцій Військово-морських сил США від 20 червня 2020 року, стало відомо, що списання має відбутися 31 березня 2021 року.
USS Independence (LCS-2) 29 липня 2021 року був виведений зі складу ВМС США. Церемонія пройшла на військово-морській базі у Сан-Дієго.
На початку травня 2022 року стало відомо, що через виявлені тріщини в корпусі корабля було обмежено застосування USS Omaha (LCS-12). Протягом попередніх кількох років у майже половини з 13 кораблів цього типу були виявлені подібні дефекти.

## Технічні характеристики
Основні технічні характеристики кораблів типу LCS класу «Незалежність»:
- Повна водотоннажність: 3100 т
- Довжина: 127 м
- Ширина: 32 м
- Осадка: 4,3 м
- ГЕУ:
  - 2 x ГТД General Electric LM2500,
  - 2 × дизелі MTU Friedrichshafen 20V 8000
- Максимальна швидкість: понад 45 вузлів
- Дальність: 4300 морських миль (7,964 км) при швидкості 18 вузлів
- Автономність: 14 діб
- Екіпаж: 40 осіб, в тому числі 8 офіцерів
- Озброєння:
  - 1 × 57-мм гармата BAE System Mk 110
  - 2 × 30-мм гармати Mk44 Bushmaster II
  - 4 × 12,7-мм кулемети
  - 1 × ЗРК Evolved SeaRAM
  - 24 × ракети AGM-114L Hellfire (вертикальний пусковий модуль)
  - 8 × RGM-184A Naval Strike Missiles
- Авіакрило:
  - гелікоптер MH-60R/S Seahawk
  - 2 × БпЛА MQ-8B Fire Scout або 1 × MQ-8C Fire Scout

## Перелік кораблів проекту
| Назва               | Бортовий номер | Закладений        | Спущений на воду    | Введений до строю | Статус |
| ------------------- | -------------- | ----------------- | ------------------- | ----------------- | --- |
| «Індепенденс»       | LCS-2          | 19 січня 2006     | 26 квітня 2008      | 16 січня 2010     | виведений зі складу флоту 29.07.2021 |
| «Коронадо»          | LCS-4          | 17 грудня 2009    | 14 січня 2012       | 5 квітня 2014     | 14 вересня 2022 року виведений зі складу флоту |
| «Джексон»           | LCS-6          | 1 серпня 2011     | 14 грудня 2013      | 5 грудня 2015     | В строю |
| «Монтгомері»        | LCS-8          | 25 червня 2013    | 6 серпня 2014       | 10 вересня 2016   | В строю |
| «Габріель Гіффордс» | LCS-10         | 16 квітня 2014    | 25 лютого 2015      | 10 червня 2017    | В строю |
| «Омаха»             | LCS-12         | 18 лютого 2015    | 20 листопада 2015   | 3 лютого 2018     | В строю |
| «Манчестер»         | LCS-14         | 29 червня 2015    | 12 травня 2016      | 26 травня 2018    | В строю |
| «Талса»             | LCS-16         | 11 січня 2016     | 16 березня 2017     | 16 лютого 2019    | В строю |
| «Чарлстон»          | LCS-18         | 28 червня 2016    | 14 вересня 2017     | 2 березня 2019    | В строю |
| «Синсинаті»         | LCS-20         | 10 квітня 2017    | 22 травня 2018      | 5 жовтня 2019     | В строю |
| «Канзас-Сіті»       | LCS-22         | 15 листопада 2017 | 19 жовтня 2018      | 20 червня 2020    | В строю |
| «Окленд»            | LCS-24         | 20 липня 2018     | 21 липня 2019       | 17 квітня 2021    | В строю |
| «Мобайл»            | LCS-26         | 14 грудня 2018    | 11 січня 2020       |                   | Корабель «Mobile» з бортовим номером LCS-26 заклали на верфі в Алабамі в грудні 2018 року, спустили на воду в січні 2020 року. Введення корабля до ладу очікується вже у 2021 році. |
| «Саванна»           | LCS-28         | 20 вересня 2019   | 8 вересня 2020      | 5 лютого 2022     | Переданий Військово-морським силам США 25 червня 2021 року. |
| «Канберра»          | LCS-30         | 10 березня 2020   | 30 березня 2021     |                   | Будується |
| «Санта-Барбара»     | LCS-32         | 27 жовтня 2020    | 12 листопада 2021   |                   | Будується |
| «Огаста»            | LCS-34         | 30 липня 2021     | 23 травня 2022      |                   | Будується |
| «Кінгсвілл»         | LCS-36         | 2 лютого 2021     | 23 березня 2023     |                   | Будується |
| «Пірр»              | LCS-38         | 16 червня 2023    | 5 серпня 2024 року. |                   | Будується |

## Галерея

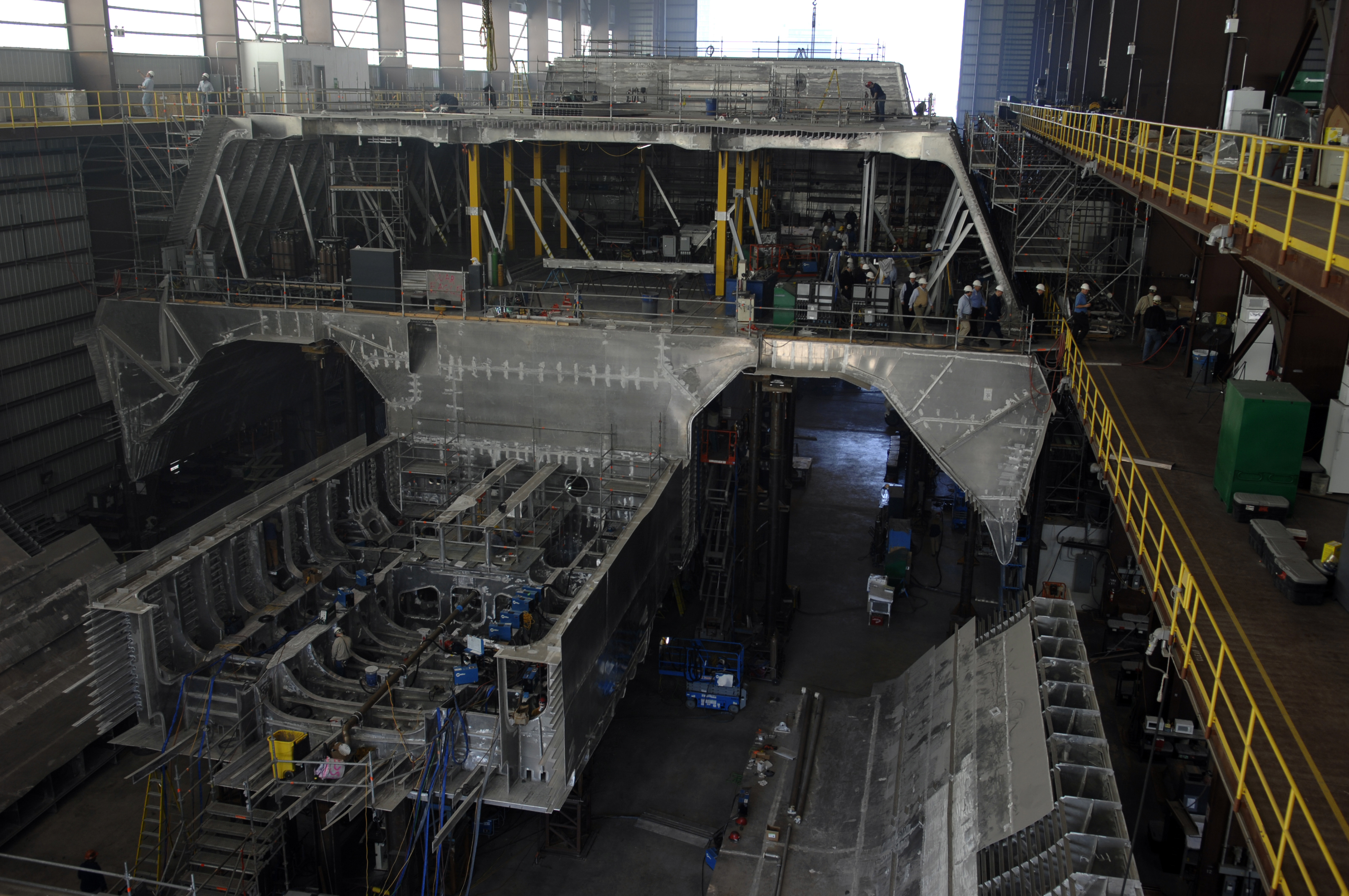
«Індепенденс», що будується, 2007 рік.
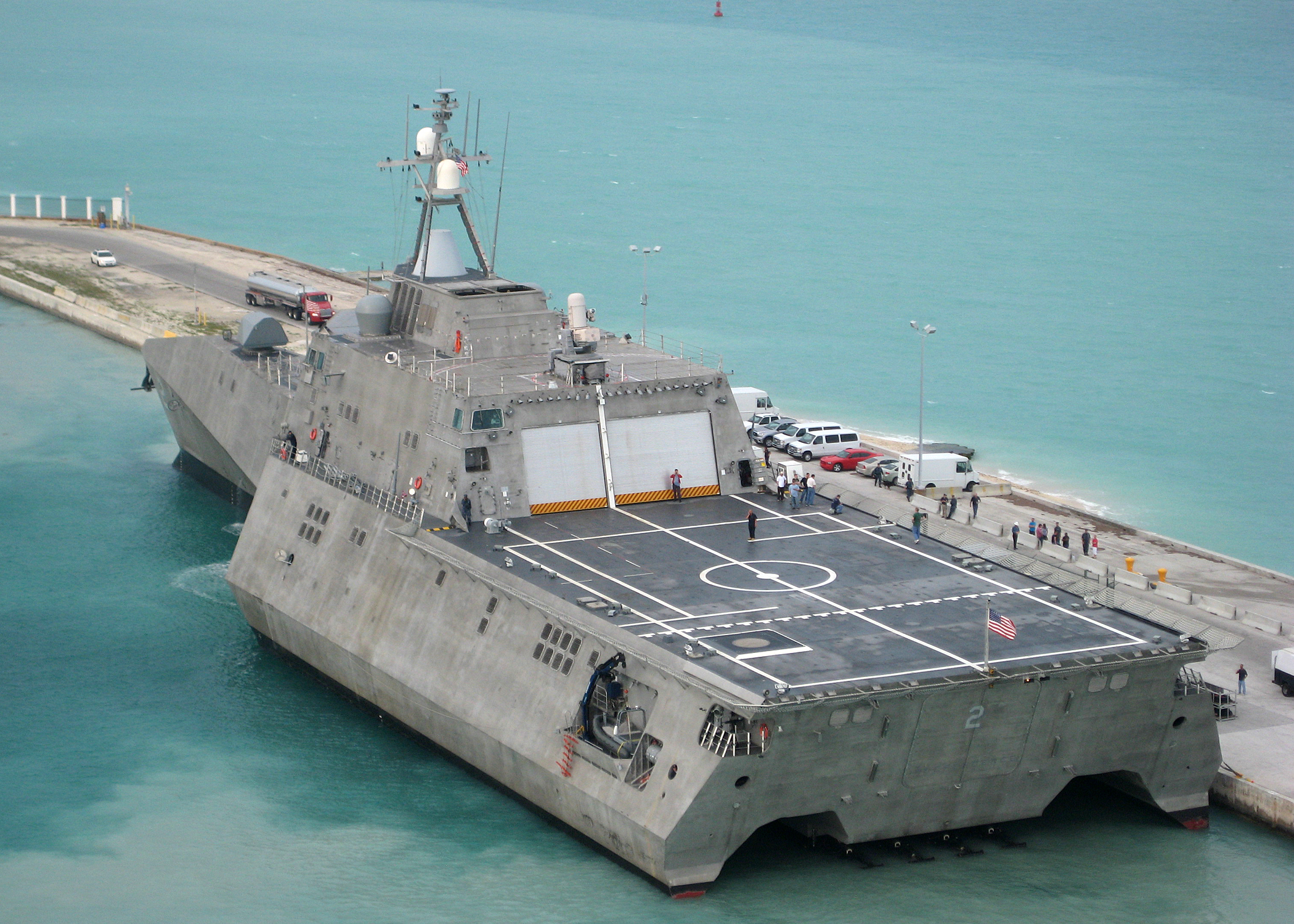
«Індепенденс» в порту в NAS Key West